# Škrda
Škrda (italsky Scherda) je trvale neobydlený ostrov v Jaderském moři. Je součástí Chorvatska, leží v obci Novalja Licko-senjské župy. Jeho rozloha je 2,05 km². Na ostrově nejsou postaveny kromě majáku žádné budovy a je turisty vyhledáván pouze občasně při lodních výletech. Ostrov není v současné době ani nijak intenzivně využíván, v minulosti ovšem sloužil k pastvě ovcí, což dokazují pozůstatky staveb a kamenných zdí.
Ostrov je asi 3 km dlouhý a v nejširším místě jeden kilometr široký. Nejvyšší vrchol vápencového hřebene, který ostrov tvoří, je vysoký 53 metrů. Většina ostrova je porostlá keři a travinami, pobřeží je kamenité a na východní straně strmé. Je zde několik malých nepojmenovaných zátok.
Dříve žilo na Škrdě velké množství hadů, po vysazení mangust se jejich počet zredukoval. Na ostrově se volně pasou ovce, žijí zde racci, ve vodě se vyskytují běžní chorvatští vodní bezobratlí, jako jsou vodní ježci a krabi. V okolí majáku na západním pobřeží ostrova roste šalvěj.
Nejbližšími sousedními ostrovy jsou Maun (1,6 km jihovýchodně) a Pag (3,3 km východně). Od Pagu je Škrda stejně jako ostrov Maun oddělena Maunským průlivem. Od ostrovů Olib a Planik je oddělena Pohlibským průlivem. Naproti Škrdě se na ostrově Pag nachází letovisko Mandre.
Nedaleko ostrova dne 14. prosince 1944 ztroskotal britský torpédoborec HMS Aldenham, který se potopil po najetí na vodní minu. Dodnes se na dně moře nachází jeho vrak.